# Upplands runinskrifter 747
Upplands runinskrifter 747 är en vikingatida runsten av granit i Kullinge, Husby-Sjutolfts socken och Enköpings kommun. Stenens höjd är 1,27 meter och dess bredd 1,19 meter. Ristningen har början till en runristning vid runormens huvud. Det fyrfotade djuret i mitten av ristningen påminner om det på U 749. Ristningen attribueras till Balle

## Inskriften
Translitterering av runraden:
· --k-(r)-(u) ·
Normalisering till runsvenska:
...
Översättning till nusvenska:
...